# Oorlogstrofee

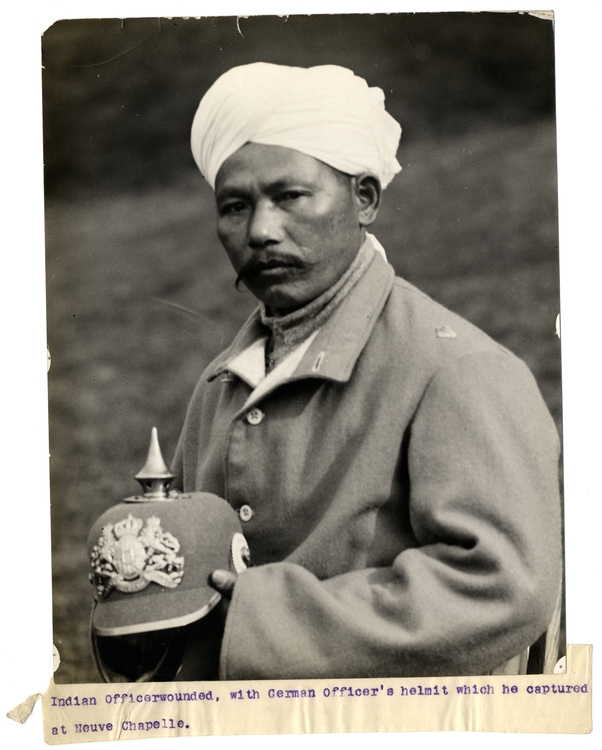
Een gewonde Indiase officier met de helm van een Duitse officier gedurende de Eerste Wereldoorlog

Een oorlogstrofee is een object dat gedurende een oorlog of andere gevechtshandelingen door een van de strijdende partijen is buitgemaakt tijdens gevechtshandelingen op het slagveld. Het kan gaan om civiele objecten, maar ook om wapentuig. Meestal worden oorlogstrofeeën buitgemaakt door de aanvallende partij(en).
Bekende voorbeelden van oorlogstrofeeën zijn de spiegel van het schip HMS Royal Charles, de Beker van Bossu en vele vlaggen overal ter wereld. In de Cathédrale Saint-Louis-des-Invalides, onderdeel van het Hôtel des Invalides, hangen door het Franse leger bemachtigde vlaggen als oorlogstrofee.

## Geschiedenis
In het Antieke Griekenland en Oude Rome werden al oorlogstrofeeën tentoongesteld. Het woord trofee stamt ook af van het Griekse τρόπαιον (uitspraak tropaion).
Gedurende de oorlogen tegen Napoleon werden zowel door Frankrijk als zijn tegenstanders verschillende oorlogstrofeeën buitgemaakt. Tijdens de Slag bij Waterloo heeft de Nederlandse baron Van Zuylen van Nijevelt een steek van Napoleon buit gemaakt. Deze werd in 2018 verkocht op een veiling.
Gedurende de koloniale bezetting van Congo door België werden vele voorwerpen naar België meegenomen. Bij deze gevechten werden voorwerpen buitgemaakt, waaronder ook veel cultuurgoederen en een enkele keer ook lichaamsdelen. Bekend zijn bijvoorbeeld de schedels van drie chefs uit de regio Marungu die door Emile Storms als privébezit mee werden genomen. Een beeld dat hij van een van hen (Tabwa-opperhoofd Lusinga) heeft gestolen, werd bij hem thuis jarenlang opgesteld, zodat zijn bezoek het kon zien.
Duitsland heeft tijdens de Tweede Wereldoorlog veel cultuurgoederen geroofd, waaronder: kunstvoorwerpen en antieke wapens. Maar ook oude wapens die nog door overwonnen legers werden gebruikt, stuurden de Duitse soldaten naar huis. In 2021 werden twee kanonnen die door nazi-Duitsland waren geroofd teruggegeven aan Nederland. De twee kanonnen, bekend als 'kanon 8 cm staal', hebben als oorlogstrofee gefungeerd en ook als ornamenten bij de Karl-Von-Müller-Kazerne, nabij Emden.
Na de Tweede Wereldoorlog werd het Verdrag van Den Haag opgesteld. Hierin wordt de bescherming van cultuurgoederen tijdens een gewapend conflict besproken. Het gaat in dit verdrag hoofdzakelijk over onroerende goederen, zoals kerken, musea en andere bijzondere gebouwen. In het bijhorende Protocol van Den Haag wordt gesproken over het uitvoeren van cultuurgoederen en ook over teruggave. Van het Verdrag van Den Haag zijn 113 landen (2005) partij en van het protocol 91 landen.
Na de Russische invasie van Oekraïne in 2022 werden meerdere buitgemaakte Russische tanks in West-Europa in steden op straat tentoongesteld. Onder andere in Amsterdam en Berlijn hebben tanks gestaan. De eerste stonden in Kyiv, om de Oekraïense inwoners een hart onder de riem te steken.

## Juridische aspecten
Het meenemen van oorlogsbuit door een soldaat is onder bepaalden omstandigheden toegestaan, er zal in veel gevallen ook toestemming voor gegeven moeten worden door superieuren. In het Verenigd Koninkrijk is een soldaat voor de krijgsraad gekomen, nadat hij zonder toestemming wapens als oorlogstrofee mee wilde nemen na de Golfoorlog. Het mag in ieder geval nooit gaan om zaken die privébezit zijn, ook niet als het gaat om privébezit van soldaten (overleden of krijgsgevangene). In 1985 besliste een Israëlische rechter echter dat ook eigendommen van soldaten als oorlogsbuit meegenomen mochten worden, mits zij gebruikt worden op het slagveld of zich daar bevinden gedurende gevechtshandelingen. In het Cultuurgoederenverdrag is de definitie van oorlogsbuit, en dus van oorlogstrofee, wat ruimer. In dat verdrag gaat het om: contant geld, fondsen en realiseerbare effecten die strikt eigendom zijn van de staat, wapendepots, transportmiddelen, winkels en voorraden, en in het algemeen alle roerende goederen die toebehoren aan de staat en die voor militaire operaties kunnen worden gebruikt. Het meenemen van (militaire) eigendommen van een tegenpartij is dus toegestaan en het object zal ook eigendom worden van de meenemende partij.
Bij gewapende binnenlandse conflicten geldt de regel over het nemen van oorlogstrofeeën niet. Dit is dan geheel afhankelijk van de landelijke wetgeving.
Uitzondering op de regels zijn (militair) medisch personeel, ziekenhuizen, ambulances, etc. Deze dienen te allen tijde hun werk te kunnen doen.

## Afbeeldingen
Hieronder een aantal afbeeldingen van objecten die als oorlogstrofee tentoon worden gesteld.

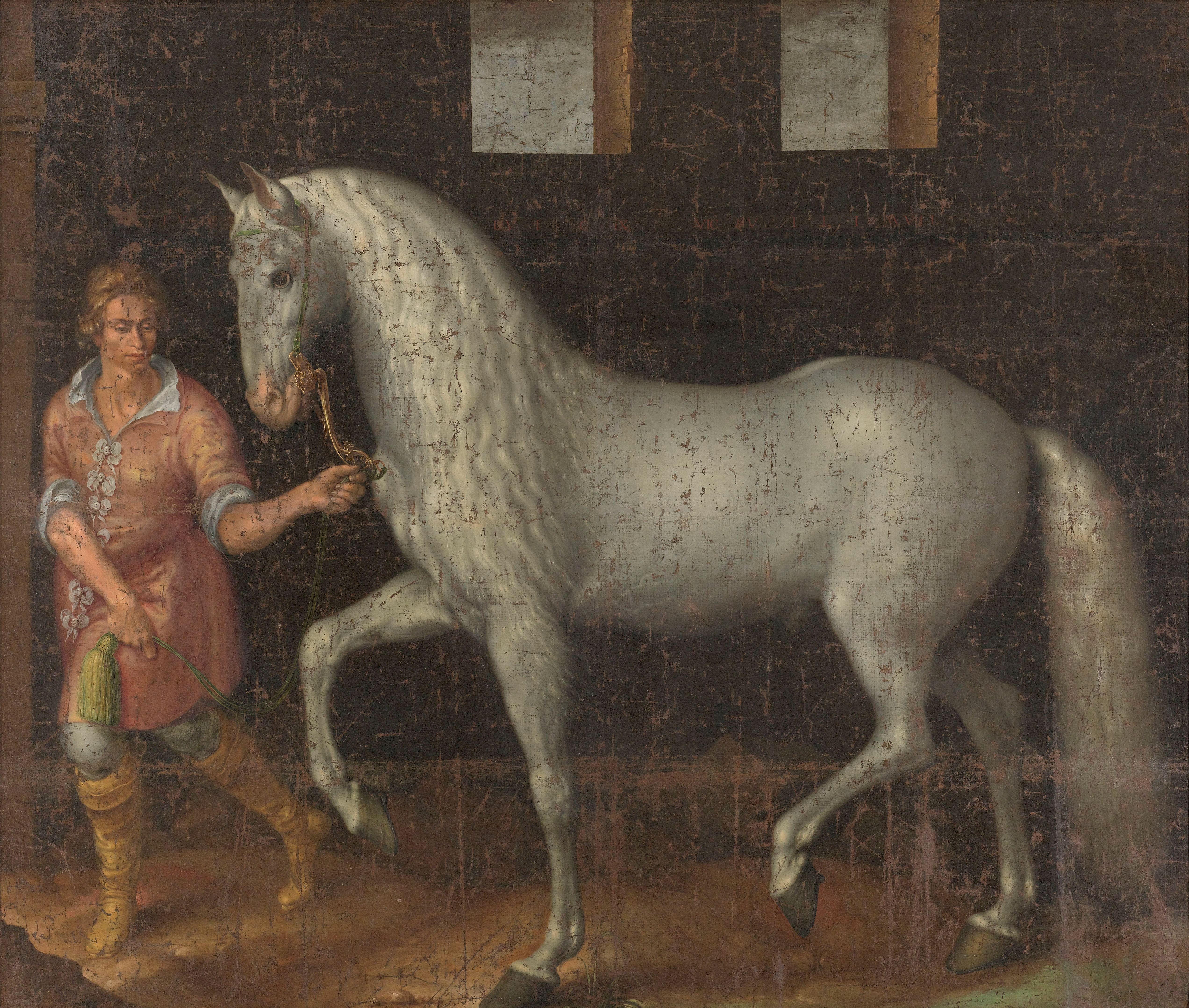
Schilderij Spaanse stijdhengst toont een hengst dat als oorlogstrofee na de Slag bij Nieuwpoort aan Prins Maurits werd gegeven
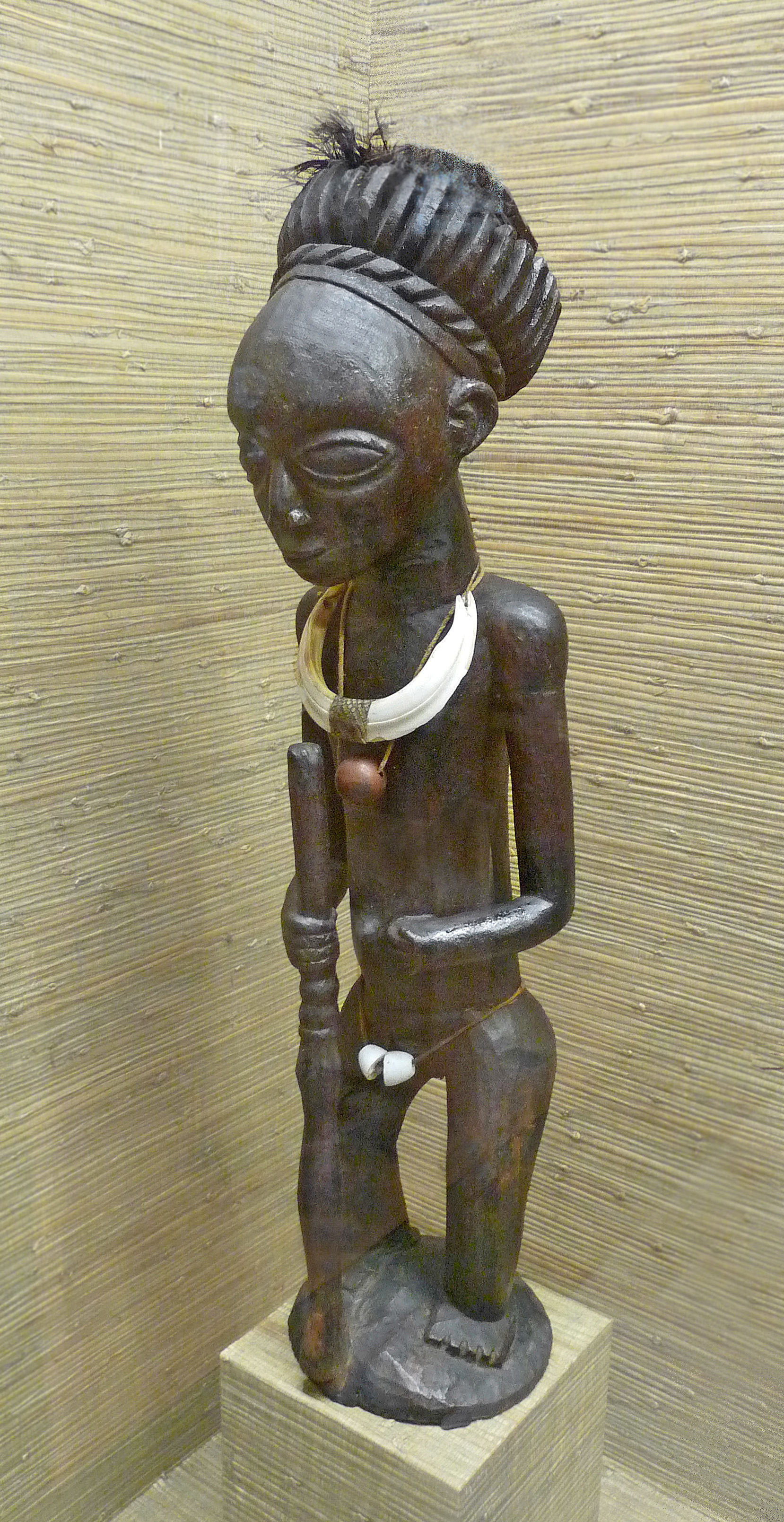
Beeld van Lusinga in de collectie van het Koninklijk Museum voor Midden-Afrika
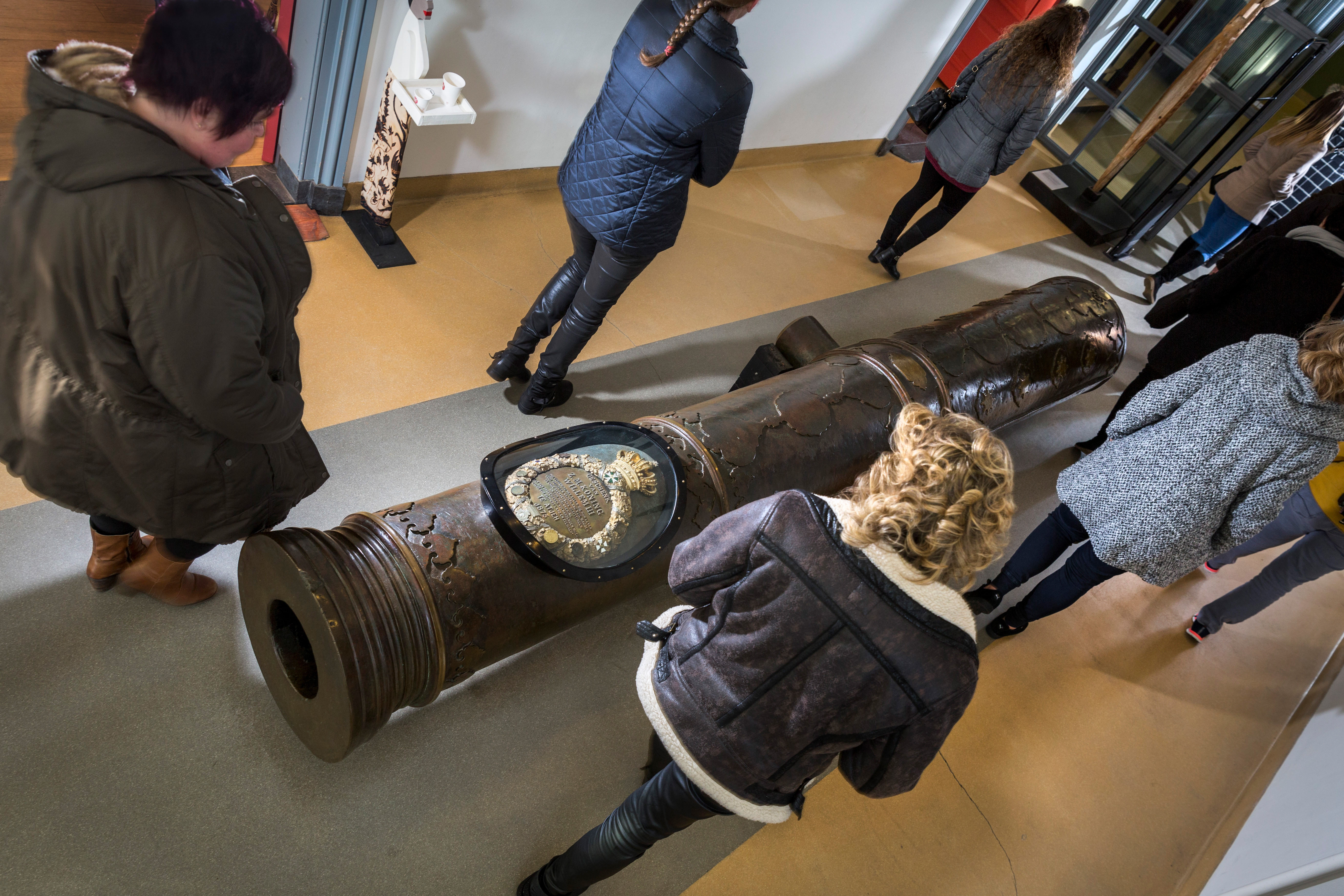
Kanon genaamd Peperstuk, een oorlogstrofee afkomstig uit Atjeh. Tussen 1631 en 1636 schonk de sultan van het Ottomaanse Rijk het aan de sjah van Atjeh.